# Xưởng cá muối Roma

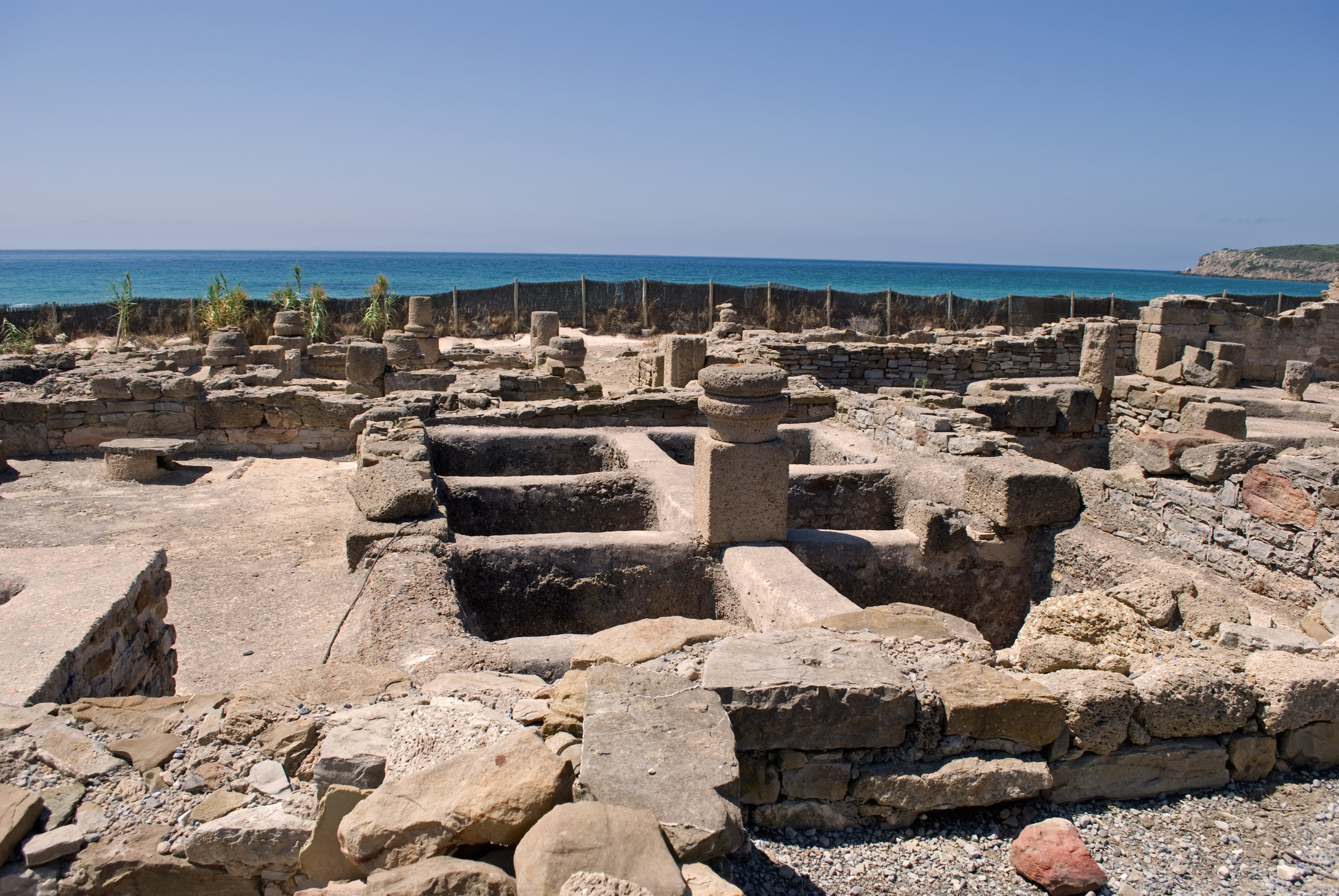
Xưởng cá muối Roma

Xưởng cá muối Roma (tiếng Tây Ban Nha: Factoría romana de salazones) là một xưởng làm cá muối được thành lập ở bờ biển Algeciras, phía đông nam Tây Ban Nha bởi người La Mã.
Xưởng thuộc về làng đánh cá San Nicolás, một phần của Caetaria.  Đây là một nơi khảo cổ và lịch sử đáng chú ý, xưởng được công nhận là Bien de Interés Cultural  vào ngày 27 tháng 06 năm 2002.